# 암만 국제경기장
암만 국제경기장(아랍어: ستاد عمان الدولي istād Ammān daulī[*], 영어: Amman International Stadium)은 요르단의 암만에 위치한 경기장이다. 2007년 아시아 육상 선수권 대회의 개최 장소였으며, 킹 압둘라 2세 스타디움과 함께 요르단 축구 국가대표팀이 홈구장으로 사용하고 있다.